# Stazione di Montorsi
La stazione di Montorsi è una fermata ferroviaria senza traffico posta sulla linea Avellino-Benevento Serve il centro abitato di Montorsi Valle, frazione del comune di Sant'Angelo a Cupolo. Dal 12 dicembre 2021 la linea è autosostituita.

## Storia
La fermata di Montorsi venne attivata nel 1940. Situata nei pressi di un passaggio a livello e dotata di importanza locale, il terremoto del 1980 ne danneggiò il fabbricato viaggiatori, poi sostituito con quello tuttora visibile. Negli anni 1980 la fermata divenne impresenziata.
Nel 2000 viene sospesa al traffico viaggiatori, ma, in seguito ad alcune proteste, nel 2003 alcuni convogli tornano a servirla. Nel 2012 viene soppressa.

## Strutture e impianti
La stazione dispone di un semplice fabbricato viaggiatori ad un piano, chiuso, e di una banchina per l'unico binario passante.